# 2 октомври
2 октомври е 275-ият ден в годината според григорианския календар (276-и през високосна). Остават 90 дни до края на годината.

## Събития
- 1187 г. – Сирийският султан Саладин превзема Йерусалим след 88-годишно управление от кръстоносците.
- 1835 г. – С Битката при Гонзалес започва Тексаската революция.
- 1836 г. – Чарлз Дарвин се завръща в Англия след 5-годишно изследователско пътешествие в южните океани на борда на кораба Бийгъл.
- 1870 г. – Рим е обявен за столица на обединена Италия.
- 1909 г. – В Англия е изигран първият ръгби мач.
- 1910 г. – Два самолета се сблъскват във въздушното пространство над Милано, което е първата самолетна катастрофа.
- 1921 г. – Във Варна е открита първата учебна година във Висшето търговско училище (предшественик на Икономически университет – Варна).
- 1928 г. – В Мадрид е основана Прелатурата на Светия Кръст и Опус Деи известна като Опус Деи.
- 1936 г. – В САЩ е възобновено производство на алкохолни напитки след отменянето на сухия режим.
- 1941 г. – Втората световна война: Започва Операция Тайфун срещу Москва. Сформирана е Вяземската фронтова отбранителна операция.
- 1944 г. – Втората световна война: Нацистите потушават Варшавското въстание, съветските войски изчакват в близост до града.
- 1946 г. – На екран в САЩ се появява първият сапунен сериал, Далечен хълм.
- 1956 г. – В Ню Йорк е представен първият в света атомен часовник.
- 1958 г. – Гвинея провъзгласява независимост от Франция.
- 1959 г. – По CBS се състои премиерата на телевизионния сериал Зоната на здрача.
- 1960 г. – Официално е открит стадион „Морумби“ в Сао Пауло, Бразилия.
- 1966 г. – Официално е открит стадион „Висенте Калдерон“ в Мадрид.
- 1968 г. – Кървава разправа на мексикански военни части срещу студенти и граждани в Тлателолко от следобеда до ранните часове на нощта. Загиват от 200 до 1000 души.
- 1996 г. – Бившият министър-председател на България Андрей Луканов е застрелян пред дома си в София от вероятен наемен убиец.
- 2002 г. – XXXIX народно събрание решава срокът на затваряне на 3-ти и 4-ти реактор на АЕЦ Козлодуй да не предхожда приемането на България в Европейския съюз.

## Родени
- 971 г. – Махмуд Газневи, газневидски владетел († 1030 г.)
- 1450 г. – Йеронимус Бош, брабантски художник († 1516 г.)
- 1452 г. – Ричард III, крал на Англия († 1485 г.)
- 1470 г. – Изабела Арагонска, херцогиня на Милано († 1525 г.)
- 1538 г. – Карло Боромео, италиански духовник († 1584 г.)
- 1667 г. – Луи дьо Бурбон, граф дьо Вермандоа, френски принц, признат незаконен син на Луи XIV († 1683 г.)
- 1802 г. – Едуар Менетрие, френски зоолог († 1861 г.)
- 1833 г. – Вито Позитано, италиански дипломат († 1886 г.)
- 1846 г. – Паул фон Хинденбург, немски държавник и маршал († 1934 г.)
- 1864 г. – Петко Момчилов, български архитект († 1923 г.)
- 1869 г. – Махатма Ганди, индийски политик, Баща на нацията († 1948 г.)
- 1871 г. – Кордел Хъл, държавен секретар на САЩ, Нобелов лауреат през 1945 г. († 1955 г.)
- 1881 г. – Васил Късогледов, български и руски доктор, хирург († 1936 г.)
- 1882 г. – Борис Шапошников, съветски маршал († 1945 г.)
- 1889 г. – Михаил Захариев, български генерал
- 1889 г. – Иван Лазаров, български скулптор († 1952 г.)
- 1890 г. – Граучо Маркс, американски комик († 1977 г.)
- 1904 г. – Греъм Грийн, британски писател и драматург († 1991 г.)
- 1904 г. – Лал Бахадур Шастри, министър-председател на Индия († 1966 г.)
- 1906 г. – Гоце Тенчов, български лекар († 1960 г.)
- 1920 г. – Джузепе Коломбо, италиански учен († 1984 г.)
- 1920 г. – Йордан Йотов, български политик († 2012 г.)
- 1927 г. – Никола Клюсев, министър-председател на Република Македония († 2008 г.)
- 1933 г. – Димитър Христов, български композитор († 2017 г.)
- 1934 г. – Лальо Аврамов, български цигулар († 1995 г.)
- 1935 г. – Омар Сивори, аржентински футболист († 2005 г.)
- 1937 г. – Хелга Шютц, немска писателка
- 1939 г. – Юрий Глазков, съветски космонавт († 2008 г.)
- 1947 г. – Йоан Костадинов, български политик
- 1948 г. – Ана Митгуч, австрийска писателка
- 1949 г. – Мечислав Домарадски, полски археолог († 1998 г.)
- 1951 г. – Красимир Ранков, български актьор
- 1951 г. – Стинг, английски рок музикант
- 1960 г. – Фият Цаноски, политик от Република Македония
- 1967 г. – Томас Мустер, австрийски тенисист
- 1968 г. – Веселин Вачков, български и чешки журналист
- 1968 г. – Яна Новотна, чешка тенисистка
- 1971 г. – Джеймс Рот, американски китарист (Slipknot)
- 1974 г. – Пол Тътъл-младши, дизайнер и конструктор на мотоциклети
- 1978 г. – Аюми Хамасаки, японска певица

## Починали
- 534 г. – Аталарих, крал на остготите в Италия (* 516 г.)
- 1264 г. – Урбан IV, римски папа (* ок. 1200)
- 1804 г. – Никола Жозеф Кюно, френски изобретател (* 1725 г.)
- 1847 г. – Васил Априлов, български просветен деец и книжовник (* 1785 г.)
- 1853 г. – Франсоа Араго, френски физик и политик (* 1786 г.)
- 1916 г. – Димчо Дебелянов, български поет (* 1887 г.)
- 1927 г. – Сванте Август Арениус, шведски химик, Нобелов лауреат през 1903 г. (* 1859 г.)
- 1938 г. – Александру Авереску, министър-председател на Румъния (* 1859 г.)
- 1946 г. – Игнаци Мошчицки, полски президент (* 1867 г.)
- 1968 г. – Марсел Дюшан, френски художник (* 1887 г.)
- 1973 г. – Пааво Нурми, финландски бегач (* 1897 г.)
- 1974 г. – Василий Шукшин, руски писател, кинорежисьор, сценарист и актьор (* 1929 г.)
- 1985 г. – Рок Хъдсън, американски актьор (* 1925 г.)
- 1987 г. – Питър Медауар, английски биолог и имунолог, Нобелов лауреат (* 1915 г.)
- 1996 г. – Андрей Луканов, министър-председател на България (* 1938 г.)
- 1998 г. – Георги Найденов, български банкер (* 1927 г.)
- 2000 г. – Светозар Русинов, български композитор и музикален педагог (* 1933 г.)

## Празници
- Международен ден на ненасилието.
- Международен ден на усмивката (за 2015 г. – отбелязва се в първия петък на октомври)
- Световен ден на селскостопанските животни
- Гвинея – Ден на независимостта (от Франция, 1958 г., национален празник)
- Индия – Годишнина от рождението на Махатма Ганди (1869 г., национален празник)